# Andrena dubiosa
Andrena dubiosa är en biart som beskrevs av Kohl 1905. Andrena dubiosa ingår i släktet sandbin, och familjen grävbin. Inga underarter finns listade i Catalogue of Life.